# Carl Johan Lamm
Carl Johan Lamm, född 20 september 1902 i Stockholm, död 10 november 1981 i Östhammars församling, Uppsala län, var en svensk konsthistoriker. Han var son till civilingenjören Carl Robert Lamm och Dora Upmark samt bror till professor Robert Lamm.
Han inledde akademiska studier och blev filosofie licentiat vid Stockholms högskola 1930 samt filosofie doktor 1933. Han tjänstgjorde på Nationalmuseum 1930–1935, var docent i Egypten, vid universitetet i Kairo 1934–1937, i konsthistoria vid Stockholms högskola (StHS) 1935–1937, Uppsala 1937–1953, i orientalisk konstvetenskap där efter 1953.
Carl Johan Lamm är känd för sina kunskaper om islamisk glaskonst och orientaliska mattor. Hans samlingar återfinns idag på flera olika museer, bland annat Medelhavsmuseet, Nationalmuseum och Kulturen i Lund. 
Lamm gifte sig aldrig. Han vilar på Gräsö kyrkogård.

## Webbkällor
Jens Kröger: Carl Johan Lamm (1902-1981). In: Journal of Art Historiography, 28, 2023, https://doi.org/10.48352/uobxjah.00004271